# Yoichi Okamoto

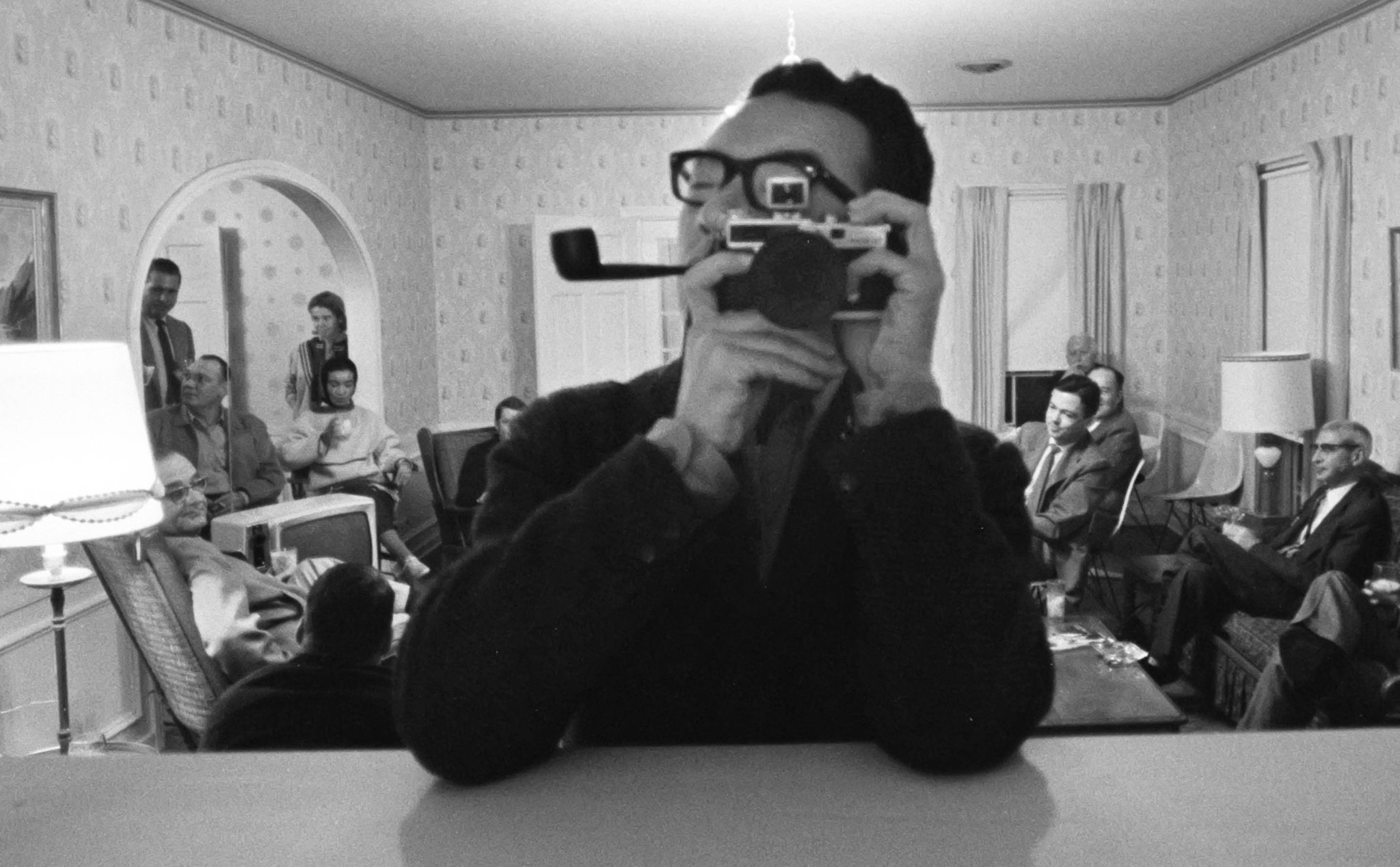
Yoichi Okamoto, Selbstporträt (1964)

Yoichi Robert Okamoto  (5. Juli 1915 in Yonkers, New York – 24. April 1985 in Bethesda, Maryland) war ein US-amerikanischer Fotograf. Er war von 1963 bis 1969 der erste offizielle Präsidentschaftsfotograf des Weißen Hauses unter Lyndon B. Johnson.

## Privates
Yoichi Okamoto war mit der gebürtigen Münchnerin Paula (geb. Wachter, 1922–1992) verheiratet, die ihre Tochter Karin mit in die Ehe brachte. Aus erster Ehe hatte er einen Sohn, Philip „Skip“ Okamoto (1947–2023).

## Leben
Yoichi Okamoto wuchs als Sohn japanischstämmiger Einwanderer in Yonkers, New York auf. Sein Vater Chobun Yonezo Okamoto, war ein wohlhabender japanischer Exporteur, Buchverleger und Immobilienmagnat, der 1904 aus Japan in die Vereinigten Staaten auswanderte und sich mit seiner Frau Shina in der Gegend von New York City niederließ.
Nach dem Abschluss des Studiums in Politik und Wirtschaft an der Colgate University arbeitete Yoichi von August 1939 bis Jänner 1942 als Fotograf für den Syracuse Post-Standard. 1942 wurde er als Freiwilliger in der US-Armee aufgenommen.
Im Frühjahr 1945 kam er mit der US-Armee nach Europa, anfangs nach Deutschland und ab Sommer 1945 nach Salzburg. Hier avancierte er bald zum persönlichen Fotografen von General Mark W. Clark, der ihn 1946 nach Wien holte. Im September 1948 wurde er Leiter der Fotoabteilung des amerikanischen Informationsdienstes (USIS) in Österreich und revolutionierte mit seiner neuen Bildsprache die österreichische Medienlandschaft. Diese Position hatte er bis September 1954 inne.
Nach seiner Rückkehr in die USA leitete er bis 1963 die Bildabteilung der USIS.
Yoichi Okamoto begleitete Lyndon B. Johnson bereits als Vizepräsident der USA auf Auslandsreisen. Nach der Ermordung Kennedys holte ihn Johnson ins Weiße Haus, als ersten offiziellen Präsidentschaftsfotografen. Mit mehr als 670.000 Fotos wurde die Präsidentschaft Johnsons zur am besten visuell dokumentierten Amtszeit eines amerikanischen Präsidenten.
Nach der Zeit im Weißen Haus arbeitete Okamoto als freischaffender Fotograf, gründete er die Fotoagentur IMAGE und arbeitete für Magazine wie LIFE oder TIME, das Smithsonian Magazine und diverse Kulturinstitutionen. In den 1970er und 1980er Jahren schuf er zahlreiche Coverfotos der Programmhefte für das John F. Kennedy Center for the Performing Arts in Washington, D.C.
1973 arbeitete Okamoto im Auftrag der amerikanischen Umweltschutzbehörde (EPA) am Projekt „Documerica“. Dafür kam er auch nach Europa, nach München, Rovinj und Wien. Zweck der Reise war das Festhalten von umweltrelevanten Themen, wie der öffentliche Verkehr, Modernisierungen im Stadtbild oder neu eingerichtete Fußgängerzonen.
Gemeinsam mit seiner Frau Paula arbeitete Yoichi bis zu seinem Tod 1985 an dem Buchprojekt „Okamoto sieht Wien. Die Stadt seit den Fünfziger Jahren“. Damit wollte er eine Hommage an die Stadt schaffen und, wie er selbst sagte, „die Seele und das Gesicht Wiens zeigen“. Der Bildband mit kurzen Texten von Paula Okamoto, wurde posthum 1987 veröffentlicht.

## Nachlass
Die Aufnahmen für Präsident Lyndon B. Johnson befinden sich in der Lyndon B. Johnson Presidential Library in Austin, Texas.
Die Aufnahmen für das Projekt „Documerica“ werden in den National Archives verwahrt.
2019 erwarb die Österreichische Nationalbibliothek (ÖNB) den persönlichen fotografischen Nachlass von Yoichi Okamoto, der über 22.000 Negative und 900 Vintage und Modern Prints beinhaltet. Von 23. November 2023 bis 3. März 2024 wurde eine umfangreiche Auswahl in der Sonderausstellung „Bild Macht Politik. Yoichi Okamoto. Ikone der Nachkriegsfotografie“ im Prunksaal der ÖNB präsentiert.

## Ausstellungen
1952:  Ausstellung in der Galerie „Kunst der Gegenwart“ im Salzburger Künstlerhaus, Dauer: 14. Dezember 1952 bis 11. Jänner 1953
1952:  „Yoichi R. Okamoto“ im Oktober im „Strohkoffer“, Vereinslokal des Wiener Art Club
1954: „Photoausstellung Okamoto“ in der Galerie Würthle in Wien. Dauer: 11. bis 31. August 1954
1987: „Photography by Okamoto“ in der Performing Arts Library des John F. Kennedy Center for the Performing Arts in Washington, D.C. Die Eröffnung fand am 20. Mai statt.
1987: Anlässlich der Buchpräsentation „Okamoto sieht Wien. Die Stadt seit den Fünfziger Jahren“ fand im Juni 1987 erneut eine Ausstellung über Yoichi Okamoto in der Galerie Würthle statt.
2023/2024: „Bild Macht Politik. Yoichi Okamoto. Ikone der Nachkriegsfotografie“, Prunksaal der Österreichischen Nationalbibliothek, 23. November 2023 bis 3. März 2024